# Valéria Narbikova
Valéria Narbikova est une écrivaine soviétique puis russe née le 24 février 1958 à Moscou (RSFS de Russie, URSS) et morte le 9 novembre 2024. 
Membre du Pen Club en 1990, puis de l'Union des écrivains russes en 1991, écrivain-phare de sa génération, elle est l'auteur de nombreux ouvrages en vers et en prose.

## Biographie
Née en 1958 à Moscou, Valéria Spartakovna Narbikova est diplômée de l'Institut de littérature Maxime-Gorki.
Elle fait ses débuts sous les dernières années du régime soviétique. Elle publie ainsi des poèmes dès 1978. Mais son œuvre reste relativement confidentielle, même en Russie, jusqu'en 1988. 
Avec la perestroïka, elle se fait remarquer et ses livres, qui connaissent un succès certain, trouvent leurs lecteurs tant en Russie qu'en Europe ou aux États-Unis. La situation assez confuse qui règne pendant cette période permet de lever les tabous littéraires, dont le tabou de l'érotisme.
Éros est russe ou L'Équilibre de la lumière des étoiles, du jour et de la nuit est diffusé en URSS en 1988. Il narre les aventures d'un ménage à trois, et recours avec ironie à des provocations stylistiques et autres. Il commence ainsi : « Elle avait envie de faire ce que vous savez avec qui vous savez. Mais " qui vous savez " n'appelait pas. ». Pour Andreï Bitov, « Narbikova parle justement de " ça ", de ce à quoi tout le monde pense et que tout le monde pratique, mais dont il n'a jamais été question dans notre littérature soviétique, ni même russe »,,.
Après, elle continue à publier et poursuit par ailleurs une activité de peintre.

## Œuvre
Sa prose, raffinée et précieuse, est empreinte de poésie et d'une profonde originalité, qui ont fait qualifier son style de « prose alternative » ou « prose différente » par les critiques russes.
Descendante en droite ligne de la littérature russe universaliste de Nabokov et de Berberova, elle est l'un des rares auteurs russes contemporains publiés par la prestigieuse maison d’édition Ardis Publishing (en) aux États-Unis (maison qui a fait la renommée de Nabokov), ce qui a contribué à sa renommée internationale. Auteur d'une dizaine de romans et de nombreux ouvrages, elle a été publiée par Suhrkamp en Allemagne et par Albin Michel en France. Ses livres ont paru en Hongrie, aux Pays-Bas, en Italie, en République tchèque et au Japon.

## Publications
- 1991 : Échos, traduit par Luba Jurgenson, Albin Michel
- 1992 : Éros est russe ou L'Équilibre de la lumière des étoiles, du jour et de la nuit
- 2004 : In the Here and There avec Masha Gessen
- 2004 : Day Equal Nights avec Seth Graham
- 2008 : Outre